# Rhabdomastix leucophaea
Rhabdomastix leucophaea là một loài ruồi trong họ Limoniidae. Chúng phân bố ở miền Cổ bắc.